# 1985년 선댄스 영화제
제1회 선댄스 영화제는 1985년 1월 20일에 열린 시상식이다.

## 수상 및 후보

### 심사위원대상(미국 다큐멘터리)
- 세븐틴 - Jeff Kreines, Joel DeMott 수상
- 아메리카 앤 루이스 하인 - 니나 로즌블럼
- Before Stonewall - 그레타 쉴러
- Far from Poland - Jill Godmilow
- Gospel According to Al Green - Robert Mugge
- Hopi: Songs of the Fourth World - Pat Ferraro
- 천국에도 맥주가 있을까? - 레스 블랑크
- 캐디쉬 - 스티브 브랜드
- Kerouac, the Movie - 존 안토넬리
- Strategic Trust: The Making of a Nuclear Free Palau - James Heddle
- 스트릿와이즈 - 마틴 벨
- 하비 밀크의 시간들 - 롭 엡스타인
- The Work I'Ve Done - 케네스 핑크
- The World of Tomorrow - Tom Johnson

### 심사위원대상(월드시네마 드라마틱)
- 분노의 저격자 - 조엘 코엔 수상
- 올모스트 유 - 애덤 브룩스
- 다른 행성에서 온 형제 - 존 세일즈
- 끝없는 추적자 - 로버트 돈헴
- A Flash of Green - 빅터 누네즈
- 위험한 기로 - 릭 킹
- 비통한 사람들 - 바비 로스
- 킬링 플로어 - 빌 듀크
- The  Roommate - Nell Cox
- 천국보다 낯선 - 짐 자무쉬
- Vamping - 프레더릭 킹 켈러

### 심사위원특별상(미국 다큐멘터리)
- 아메리카 앤 루이스 하인 - 니나 로즌블럼 수상
- 천국에도 맥주가 있을까? - 레스 블랑크 수상
- 캐디쉬 - 스티브 브랜드 수상
- 스트릿와이즈 - 마틴 벨 수상
- 하비 밀크의 시간들 - 롭 엡스타인 수상

### 심사위원특별상(월드시네마 드라마틱)
- 올모스트 유 - 애덤 브룩스 수상
- 킬링 플로어 - 빌 듀크 수상
- 천국보다 낯선 - 짐 자무쉬 수상